# 普伊莱诺南
普伊莱诺南（法語：Pouilly-les-Nonains，法語發音：[puji lɛ nɔnɛ̃]）是法国卢瓦尔省的一个市镇，属于罗阿讷区。

## 地理
普伊莱诺南（46°2'18"N, 3°58'54"E）面积10.23 平方千米，位于法国奥弗涅-罗讷-阿尔卑斯大区卢瓦尔省，该省份为法国中南部省份，北起顺时针与索恩-卢瓦尔省、罗讷省、伊泽尔省、阿尔代什省、上盧瓦爾省、多姆山省和阿列省接壤。
与普伊莱诺南接壤的市镇（或旧市镇、城区）包括：圣罗曼拉莫特、乌什、勒奈松、里奥尔日、圣安德烈达普雄、圣莱热叙罗阿讷。

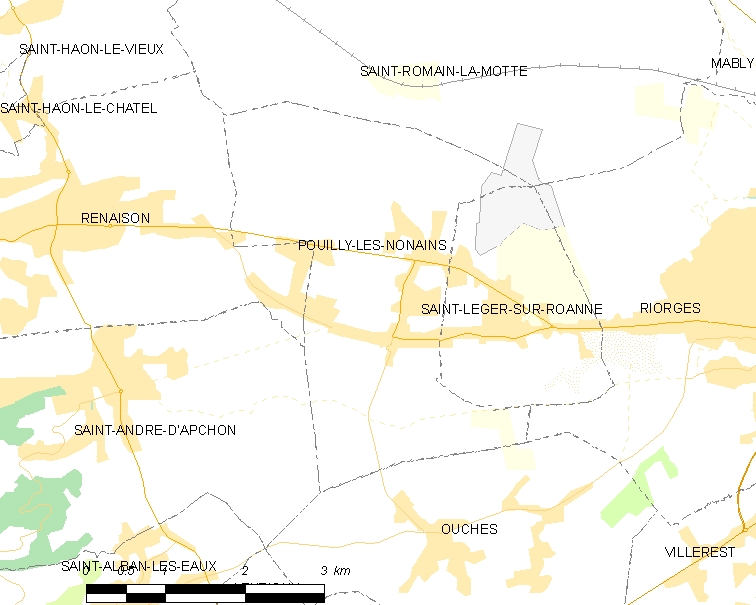
普伊莱诺南的OSM定位图

普伊莱诺南的时区为UTC+01:00、UTC+02:00（夏令时）。

## 行政
普伊莱诺南的邮政编码为42155，INSEE市镇编码为42176。

## 政治
普伊莱诺南所属的省级选区为勒奈松县。

## 人口

1962-2008年间普伊莱诺南人口变化图示

普伊莱诺南于2022年1月1日时的人口数量为2165人。